# Sapria ram
Sapria ram är en tvåhjärtbladig växtart som beskrevs av H. Bänziger och B. Hansen. Sapria ram ingår i släktet Sapria, och familjen Rafflesiaceae. Inga underarter finns listade i Catalogue of Life.